# Vodka mauresque
 (novembre 2023).
Vodka mauresque est la huitième histoire de la série Léo Loden par Christophe Arleston et Serge Carrère. Elle est publiée pour la première fois en 1996 aux éditions Soleil, puis rééditée en 1999.

## Synopsis
Amadeus et Ivan Dlabibine font leurs petites magouilles et ça tourne plutôt bien ! Jusqu'au jour où, parmi leur dernière commande de produits russes, les deux escrocs se retrouvent avec des caisses de combustible nucléaire qui ne leur sont évidemment pas destinées ! Les propriétaires étant prêts à tout pour les récupérer, Léo Loden et son tonton se retrouvent quasiment obligés d'aider les deux acolytes à se sortir du pétrin.